# Saison 2 de Looney Tunes Show
 (août 2019).
Si vous disposez d'ouvrages ou d'articles de référence ou si vous connaissez des sites web de qualité traitant du thème abordé ici, merci de compléter l'article en donnant les références utiles à sa vérifiabilité et en les liant à la section « Notes et références ».
Chronologie
Saison 1
Cet article résume les épisodes de la deuxième saison de la série d'animation américaine Looney Tunes Show diffusée du 2 octobre 2012 au 31 août 2014 sur Cartoon Network.

## Épisodes

### Épisode 1:Le lynx est un tigre
- États-Unis : 5 août 2012 sur Cartoon Network
- France : 28 décembre 2012 sur Boomerang France

- Laser Beam, interprétée par Marvin le Martien

### Épisode 2:Vous avez un pourriel
- États-Unis : 23 février 2013 sur Cartoon Network
- France : 2 mars 2013 sur Boomerang France

- John O'Hurley (Walter Bunny)
- Garry Marshall (Dr. Weisberg)

### Épisode 3:Daffy détective
- États-Unis : 23 mars 2013 sur Cartoon Network
- France : 15 mars 2013 sur Boomerang France

- Garry Marshall (Dr. Weisberg)

- Moustache (Moostache), interprétée par la moustache de Sam le pirate

### Épisode 4:Les Gants de la discorde
- États-Unis : 14 avril 2013 sur Cartoon Network
- France : 15 mai 2013 sur Boomerang France

- John O'Hurley (Walter Bunny)
- Frank Welker (Bip Bip)

### Épisode 5:L'Art du mensonge
- États-Unis : 19 avril 2013 sur Cartoon Network
- France : 1er juin 2013 sur Boomerang France

### Épisode 6:Figures paternelles
- États-Unis : 26 avril 2013 sur Cartoon Network
- France : 8 juin 2013 sur Boomerang France

- Ben Falcone (Charlie le coq)
- John O'Hurley (Walter Bunny)
- Garry Marshall (Dr. Weisberg)

### Épisode 7:Le Client est roi
- États-Unis : 7 mai 2013 sur Cartoon Network
- France : 15 juin 2013 sur Boomerang France

- Histoire : Steve Mallory
- Mise en scène : Hugh Davidson, Larry Dorf & Rachel Ramras

- Jim Rash (Cecil la tortue)
- Michael Serrato (Giovanni Jones)

### Épisode 8:Le Défi de Porky
- États-Unis : 14 mai 2013 sur Cartoon Network
- France : 22 juin 2013 sur Boomerang France

- Garry Marshall (Dr. Weisberg)

### Épisode 9:C'est une sacoche
- États-Unis : 21 mai 2013 sur Cartoon Network
- France : 14 octobre 2013 sur Boomerang France

### Épisode 10:Un conte de Noël
- États-Unis : 6 décembre 2012 sur Cartoon Network
- France : 23 décembre 2013 sur Boomerang France

- Barry Corbin (Père Noël)
- Ben Falcone (Charlie le coq)

- Christmas Rules

### Épisode 11:Un bon gros groin pour les truffes
- États-Unis : 30 juillet 2013 sur Cartoon Network
- France : 19 octobre 2013 sur Boomerang France

### Épisode 12:Daffy, conseiller municipal
- États-Unis : 26 août 2013 sur Cartoon Network
- France : 26 octobre 2013 sur Boomerang France

- Drifting Apart, interprétée par Mac et Tosh

### Épisode 13:Maître Daffy Duck
- États-Unis : 5 février 2013 sur Cartoon Network

- Histoire : Steve Borst
- Mise en scène : Hugh Davidson, Larry Dorf & Rachel Ramras

- Dennis Farina (Frank Russo)

### Épisode 14:Déployez vos ailes et volez!
- États-Unis : 12 février 2013 sur Cartoon Network

- Brian Regan (en) (Wieb Lunk)

### Épisode 15:La Veuve noire
- États-Unis : 23 avril 2013 sur Cartoon Network

- John O'Hurley (Walter Bunny)

### Épisode 16:Le Gâteau aux carottes
- États-Unis : 30 avril 2013 sur Cartoon Network

- Stick to My Guns, interprétée par Sam le pirate

### Épisode 17:La Thérapie du bonheur
- États-Unis : 7 mai 2013 sur Cartoon Network

- Moi, j'aime chanter (I Love to Sing-A), interprétée par Gossamer
- Parade Float, interprétée par Daffy Duck

### Épisode 18:Bugs met la sourdine
- États-Unis : 14 mai 2013 sur Cartoon Network

- Daffy's Legacy, interprétée par Daffy Duck featuring Bugs Bunny

### Épisode 19:Le Voyage
- États-Unis : 21 mai 2013 sur Cartoon Network

- Histoire : Seth Kearsley & Paul Rugg
- Mise en scène : Seth Kearsley

### Épisode 20:Cecil l'escroc
- États-Unis : 25 juin 2013 sur Cartoon Network

- Jim Rash (Cécil la tortue)

- Merveilleux Bugs (Wonderful Bugs), interprétée par Walter Bunny

### Épisode 21:L'Année du canard
- États-Unis : 23 juillet 2013 sur Cartoon Network

### Épisode 22:Gossamer est gossuper
- États-Unis : 30 juillet 2013 sur Cartoon Network

### Épisode 23:Un amour de cochon
- États-Unis : 13 août 2013 sur Cartoon Network

### Épisode 24:Le Roi de la saucisse
- États-Unis : 20 août 2013 sur Cartoon Network

- Katy Mixon (Petunia Pig)
- Garry Marshall (Dr. Weisberg)

### Épisode 25:Le Meilleur Ami
- États-Unis : 27 août 2013 sur Cartoon Network

- Chuck Deezy (Rodney Bunny)

- Long-Eared Drifter, chantée par Damon Jones featuring Bugs Bunny et Daffy Duck

### Épisode 26:Superlapin
- États-Unis : 31 août 2014 sur Cartoon Network